# Vùng đô thị Đại Luân Đôn
Vùng Đô thị Đại Luân Đôn (tiếng Anh: Greater London Urban Area) là thuật ngữ của Cơ quan Thống kê Quốc gia Anh dùng để chỉ một chùm đô thị hay một vùng đô thị liên tục gồm Luân Đôn và khu vực bao quanh. Vùng đô thị Đại Luân Đôn bao gồm hầu hết vùng Đại Luân Đôn (trừ đi một số đơn vị hành chính nông thôn) cộng với một số đô thị liền kề Đại Luân Đôn. Vùng đô thị Đại Luân Đôn được giới hạn phía ngoài bởi Vành đai xanh đô thị.